# Kronstorf
Kronstorf je městys v rakouské spolkové zemi Horní Rakousy, v okrese Linec-venkov.

## Počet obyvatel
V roce 2012 zde žilo 3 152 obyvatel.

## Politika
Místní zastupitelstvo se skládá z 25 členů.

### Starostové
- 1955 Florian Bauer SPÖ
- 1956 Josef Gruber ÖVP
- 1961–1991 Adalbert Gruber SPÖ
- 1991 Franz Hintersteiner SPÖ
- 1991–2002 Josef Heiml ÖVP
- 2002–2009 Wilhelm Zuderstorfer ÖVP
- od roku 2009 Christian Kolarik ÖVP